# Фики
Фикрет Тунчер Фикрет, по-известен като Фики, е български попфолк певец.

## Биография

### Ранни години
Фики е роден на 3 март 1995 г. в Шумен като Фикрет Тунчер Фикрет в семейството от турски произход на придобилия през следващите години широка известност попфолк музикант Тони Стораро.
Учи в Националното музикално училище „Любомир Пипков“ и през 2012 година е сред петимата ученици в училището, избрани за над 110-членния международен хор „Гласове на младежката музика“, който участва в програмата по откриването на Олимпийските игри в Лондон.

### Музикална кариера
През лятото на 2013 година Фики издава първата си песен – дуета с баща му Тони Стораро „Кажи ми като мъж“. На 22 януари 2014 година подписва договор с попфолк издателя „Пайнер“, като междувременно излиза първият му дует с Галена – „Кой“.
На 30 април излиза първата самостоятелна песен на певеца със заглавие „Беше обич“. В разгара на лятото излиза парчето „Стига“. На 28 юли излиза новата песен на Галена – „Body Language“, в която участва Фики. Певецът се изявява на Турне Планета лято 2014 за първи път. На 1 октомври излиза новата песен на Цветелина Янева – „Страх ме е“, в която участва Фики. На 13 октомври излиза вторият му дует с Галена. Песента носи заглавието „Боже, прости“. През есента певецът финализира годината с парчето „Горе-долу“, в което участва Преслава.
2015 г.
На 7 март излиза песента на Кристиана „Мой докрай“, в която участва Фики. На 20 април излиза първата балада на певеца, озаглавена „Душа“. На 9 май излиза видеоклипът към песента „Бум“. Видеото е заснето в Гърция. На 1 юни излиза песента на Андреа „Секс за ден“, в която участва Фики. През лятото излиза първият му дует с Азис „Блокиран“. На 23 септември излиза видеоклипът на песента „Железен“. През есента на екран се появява парчето „Джале, джале“. През месец декември певецът представя 2 песни: „С теб или с никой“ – дует с Преслава и соловото парче „България“.
2016 г.
На 3 февруари излиза песента на Мария „Мръсни думи говори“, в която участие вземат Фики и Азис. На 26 май излиза новата песен на певеца, озаглавена „Вертолета“. На 31 май по случай концерта, с който оркестър „Орфей“ официално отпразнува 35-та си годишнина, Фики е гост изпълнител. Този път той залага на песните „Караджа дума Русанки“ и „Йордано мъри, пуста останала“. В началото на есенния период певецът представя новото си парче, озаглавено „С друг ме бъркаш“. Изненадата тук е, че в него участие взе Галена. На 14 ноември излиза новата песен на Ваня – „Барселона“, в която участва Фики. На 30 ноември излиза дебютният троен албум на певеца, озаглавен „Is This Love“, двоен компактдиск и DVD. Албумът е представен официално с промоция и бенд на живо. Също така Фики е включил цели три нови песни: „Is This Love“, „Тук съм“ и „Ти си ми сърцето“.
2017 г.
През февруари Фики провежда три концерта в Западна Европа – в клубове във Вемел, Офенбах на Майн и Зандайк. На 11 април излиза песента на Фики със заглавие „Ако искаш“. През септември излиза песента „Пате“. На 11 октомври излиза третият дует с Галена „Изневериш ли ми“.
2018 г.
На 14 февруари излиза песента на Фики със заглавие „Аз измръзнах“.
През 2020 г. е обявен за победител в осмия сезон на шоуто „Като две капки вода“. През 2021 г. участва и в All stars сезона на предаването.
През 2022 г. Фики се присъединява към "Diapason Records" и провежда първия си поп концерт – „Другото лице“.
През май 2025 г. в столичен клуб е представен албумът "FIKI 30", съдържащ три диска – с поп, попфолк и фолклорни песни.

## Дискография

### Студийни албуми
- Is this love (2016)
- FIKI 30 (2025)[52]

## Награди
Годишни награди на ТВ „Планета“
| Година | Получател      | Награда               |
| ------ | -------------- | --------------------- |
| 2014   | „Кой“          | Дует на годината      |
| 2014   | Фики           | Дебют на годината     |
| 2014   | Фики           | Певец на годината     |
| 2014   | „Горе-долу“    | Видеосензация на 2014 |
| 2015   | Фики           | Певец на годината     |
| 2015   | „Джале, джале“ | Видеосензация на 2015 |

Други награди
| Година | Получател | Награда                                                   |
| ------ | --------- | --------------------------------------------------------- |
| 2012   | Фики      | „Олимпийски глас“ [Награда от Олимпийските игри в Лондон] |
| 2013   | „Кой“     | „Хит на 2013-а“ [Signal.bg]                               |
| 2014   | Фики      | Best Erotic Model [Club SECRETS]                          |
| 2015   | Фики      | Fashion Idol [Бал на топмоделите от Евгени Минчев]        |
| 2015   | Фики      | Певец на годината [Folk Club REVUE]                       |
| 2017   | Фики      | Музикален идол (мъже)                                     |
| 2018   | Фики      | Музикален идол (мъже)                                     |
| 2019   | Фики      | Певец на годината                                         |